# Ванесса Блу
Таня М. Фолкнер (нар. 27 травня 1974, Лонг-Біч, Каліфорнія, США), відома як Ванесса Блу (англ. Vanessa Blue) — американська порноакторка та порнорежисерка.

## Життєпис
Потрапила в порноіндустрію у 1996 році. Знялася в понад 180 порнофільмах під псевдонімами Domina X., DominaX, Vanessa, Vanessa Blues.

## Нагороди
- 2005: AVN Award — Best Ethnic Themed Series[3]
- 2008: Urban Spice Award — Best Videographer[4]
- 2009: Urban X Awards — Hall of Fame Female[5]
- 2013: Зала слави AVN[6]

## Фільмографія
- Ass Worship # 6
- Booty Talk # 17, # 18
- Hardcore Interracial # 3
- My Baby Got Back # 11, # 21, # 22, # 23
- Phat Ass Tits
- Shut Up And Blow Me # 25, # 26, # 27
- Submissive Little Sluts # 7
- Double Decker Sandwich 6
- Stick It
- Filth Parade
- Paradise In Black
- Women of Color 3
- We Go Deep 18
- White Poles In Dark Holes
- Hot Mocha
- Angels of Debauchery 3
- White Man’s Revenge 2